# نهائي كأس اليونان 2009
نهائي كأس اليونان 2009 (يونانية: Τελικός Κυπέλλου Ελλάδας Ποδοσφαίρου 2009) هو النهائي الخامس والستين لبطولة كأس اليونان منذ انطلاقها عام 1931. أقيمت المباراة يوم 02 مايو 2009 بين المتنافسان أيك أثينا وأولمبياكوس على الملعب الأولمبي. يعتبر هذا هو نهائي كأس اليونان التاسع عشر لأيك أثينا في تاريخه الممتد 85 عامًا والرابع والثلاثين لأولمبياكوس في كأس اليونان والثاني على التوالي في 84 عامًا، مع مباراة شهدت تسجيل ثمانية أهداف، وركلات جزاء من أصل 29 ركلة جزاء في المجموع خطف لأولمبياكوس ليحقق اللقب الرابع والعشرين في تاريخه، اعتبرت هذه المباراة على نطاق واسع الأكثر تسلية في البطولة. كانت آخر مباراة لقائد أولمبياكوس، بريدراج دورديفيتش كلاعب كرة قدم، بعد أن أمضى 13 عامًا من أصل 17 عامًا يلعب للنادي.

## المكان
تم بناء ملعب أثينا الأوليمبي في عام 1982 وتم تجديده مرة واحدة في عام 2004. تعتبر هذه المباراة النهائية السادسة عشرة لمسابقة كأس اليونان التي تُقام على ملعب أثينا الأولمبي، بعد نهائيات أعوام 1983، 1984، 1985، 1986، 1987، 1988، 1989، 1990، 1993، 1994، 1995، 1996، 1999، 2000، 2002. ويُستخدم الملعب كمكان لإقامة مباريات نادي أيك أثينا ونادي باناثينايكوس، كما استُخدم من قبل نادي أولمبياكوس ومنتخب اليونان لكرة القدم في مناسبات مختلفة. استضاف ثلاث نهائيات لكأس أوروبا في عام 1983، ونهائي دوري أبطال أوروبا عام 1994، نهائي دوري أبطال أوروبا عام 2007، ونهائي كأس أبطال الكؤوس الأوروبية عام 1987، ودورة الألعاب المتوسطية عام 1991، ودورة الألعاب الأولمبية الصيفية عام 2004.
|                                                                                                 |  |
| مكان استضافة مباراة نهائي كأس اليونان 2009، تصل الطاقة الاستيعابية: 75,000 متفرج (السعة القصوى) |  |
|                                                                                                 |  |

## الخلفية
وصل فريق أيك أثينا إلى نهائي كأس اليونان ثماني عشرة مرة، تمكن من التتويج باللقب أحد عشر مرة آخرها فوزه في نهائي كأس اليونان 2002، حيث فاز على أولمبياكوس بنتيجة 2-1. أما آخر نهائي وصل له فكان في نهائي كأس اليونان 2006 وخسره أمام أولمبياكوس بنتيجة 3-0. وصل نادي أولمبياكوس إلى نهائي كأس اليونان ثلاث وثلاثين مرة، فاز بثلاث وعشرين مرة أما آخر نهائي له فكان في نهائي كأس اليونان 2008، حيث فاز على أريس بنتيجة 2-0. التقى الفريقان في نهائي الكأس أربع مرات في أعوام 1953، 1956، 2002، 2006.

## الطريق إلى النهائي
| أيك أثينا                                                                   | أيك أثينا | أيك أثينا     | أيك أثينا     | ضد          | أولمبياكوس       | أولمبياكوس | أولمبياكوس    | أولمبياكوس       |
| --------------------------------------------------------------------------- | --------- | ------------- | ------------- | ----------- | ---------------- | ---------- | ------------- | ---------------- |
| الخصم                                                                       | مجموع     | مباراة الذهاب | مباراة الإياب | الجولة      | الخصم            | مجموع      | مباراة الذهاب | مباراة الإياب    |
| نادي إليسياكوس                                                              | 2–1 (خ)   | 2–1 (خ)       | 2–1 (خ)       | دور 32      | دياجوراس         | 3–2 (خ)    | 3–2 (خ)       | 3–2 (خ)          |
| كركيرا                                                                      | 1–0 (د)   | 1–0 (د)       | 1–0 (د)       | دور 16      | أوفي كريت        | 2–0 (خ)    | 2–0 (خ)       | 2–0 (خ)          |
| سكودا زانثي                                                                 | 2–2 (أ)   | 1–2 (خ)       | 1–0 (د)       | ربع النهائي | باوك             | 2-1        | 0-1 (أ)       | 2–0 (ب.و.إ.) (خ) |
| بانسيرايكوس                                                                 | 3-1       | 3-1 (خ)       | 0–0 (أ)       | نصف النهائي | أستيراس تريبوليس | 4-3        | 2-2 (أ)       | 2-1 (ح)          |
| ملاحظة: تشير الرموز (د) = داخل الديار ; (خ) = خارج الديار; (م) = ملعب محايد |           |               |               |             |                  |            |               |                  |

## المباراة
بدأت المباراة النهائية بشكل مثالي بالنسبة لفريق دوسان، حيث تقدم في المباراة بهدفين عن طريق بلانكو في الدقيقة الرابعة، والدقيقة الثامنة من الشوط الأول ليتقدم أيك بشكل أحدث صدمة لفريق أوليمبياكوس لكن فترة الاستراحة أقدم المدرب الإسباني إرنستو فالفيردي على خطوة مفاجئة، عندما أشرك مهاجم الفريق الإنجليزي مات ديربيشاير، ألذي احدث الفرق بشكل مباشر وأعاد فريق أوليمبياكوس بضربة برأسية في مرمى أيك أثينا في الدقيقة 47 من الشوط الثاني الأمر الذي قدم حافز لمحاولة العودة في المباراة وهو ما حدث عن طريق دودو بإحراز هدف التعادي في الدقيقة 70 من الشوط الثاني.
لعشاق الفريقين الإثارة لم تنته بعد، ومع الدقيقة الأخيرة، نجح ناتشو سكوكو بمراوغة مثيرة، وتجاوز كل من كان أمامه وأحرز هدف التقدم في مرمى أنتونيوس نيكوبوليديس لتصبح النتيجة 3-2، لينشر الإحباط في مقاعد بدلاء أيك أثينا، ولكن بينما كان فريق أيك أثينا يستعد لتقبل الهزيمة، نجح ديربيشاير في الدقيقة السادسة من الوقت بدل الضائع، في معادلة النتيجة 3-3 بضربة رأس أخرى، مما أشعل أجواء المباراة بين الفريقين وأجل نهاية المباراة إلى الوقت الإضافي.
مع بداية الشوط لإضافي الأول تقدم أوليمبياكوس بهدف غاليتي في الدقيقة 102، ومع الفرحة الغامرة نال الأرجنتيني البطاقة الصفراء الثانية واستبعد من المباراة، وفي الشوط الإضافي الثاني جاء دور بابادوبولوس مع التقدم فريقه في النتيجة ليستبعد هو الآخر من المباراة بالبطاقة الصفراء الثانية، بعد تدخل عنيف على سكوكوس. ويمكل فريق أوليمبياكوس الوقت المتبقي من المباراة بتسعة لاعبين حيث لم يستطيع الحفاظ على تقدمه حيث تمكن سكوكو من إحراز هدف مرة أخرى ليقود ويعيد حالة التعادل بأربعة أهداف لكل فريق. مع نهاية الأوقات الإضافية يتأجل حسم اللقب بين الفريقين إلى ركلات الترجيح، من 29 ركلة ترجيح، نجح الحارس نيكوبوليديس الذي تصدى لركلة جزاء بيليتييري وسجل ركلة جزاء بنفسه، فاز فريق أوليمبياكوس بالكأس بعد أحداث مثيرة.

### تفاصيل المباراة
| أيك أثينا | 4–4 (ب.و.إ.) | أولمبياكوس |
| --- | ------------ | --- |
| - بلانكو 4'، 8' - سكوكو 90'، 107' | تقرير        | - ديربيشاير 47'، 90+6' - دودو 72' - غاليتي 102' |
| ركلات الترجيح |              | |
| - كافيس - بلانكو - سكوكو - إدينيو - مايستوروفيتش - نساليوا - ساجا - بيليتيري - غيورغياس - كافيس - بلانكو - سكوكو - إدينيو - مايستوروفيتش - نساليوا - ساجا - بيليتيري | 14–15        | - أوسكار - دودو - ديوغو - دومي - دوردفيتش - توروسيديس - بيلوسكي - نيكوبوليديس - أنتزاس - أوسكار - دودو - ديوغو - دومي - دوردفيتش - توروسيديس - بيلوسكي - نيكوبوليديس |

| أيك أثينا | أولمبياكوس |

| GK             | 23 | سيباستيان ساجا                  |      |     |
| RB             | 31 | نيكولاوس غيورغياس               |      |     |
| CB             | 25 | سوتيريوس كيرغياكوس (c) 34'، 90' | 62'  |     |
| CB             | 5  | دانييل مايستوروفيتش             |      |     |
| LB             | 4  | جيرالدو الفيس                   | 74'  |     |
| DM             | 8  | تامانداني نساليوا               | 43'  |     |
| CM             | 1  | بانتليس كافيس                   | 28'  |     |
| RM             | 11 | غوستافو ماندوكا                 | 68'  |     |
| LM             | 32 | إغناسيو سكوكو                   |      |     |
| SS             | 10 | رفيق جبور                       | 77'  |     |
| CF             | 18 | إسماعيل بلانكو                  |      |     |
| قائمة البدلاء: |    |                                 |      |     |
| GK             | 77 | يورغن ماتشو                     |      |     |
| DF             | 6  | جورجيوس أليكسوبولوس             | 62'  |     |
| MF             | 16 | فاسيليوس بلياتسيكاس             |      |     |
| MF             | 24 | أغوستين بيليتيري                | 68'  |     |
| MF             | 56 | بيرباريم هيتماي                 |      |     |
| FW             | 83 | ميشاليس بافليس                  |      |     |
| FW             | 9  | إدينيو                          | 111' | 77' |
| المدرب:        |    |                                 |      |     |
| دوزان بايفيتش  |    |                                 |      |     |

| GK              | 71 | أنتونيوس نيكوبوليديس (c) |           |     |     |
| RB              | 35 | فاسيليس توروسيديس        |           |     |     |
| CB              | 21 | أفرام بابادوبولوس        | 34'، 107' |     |     |
| CB              | 18 | باراسكيفاس أنتزاس        |           |     |     |
| LB              | 3  | ديدير دومي               |           |     |     |
| DM              | 2  | كريستوس باتساتزوغلو      |           |     | 46' |
| CM              | 20 | دودو                     |           |     |     |
| RM              | 7  | لوسيانو غاليتي           | 68'، 102' |     |     |
| LM              | 23 | سيباستيان ليتو           |           |     | 62' |
| AM              | 25 | فرناندو بيلوسكي          |           |     |     |
| CF              | 10 | ديوغو                    |           |     |     |
| قائمة البدلاء:  |    |                          |           |     |     |
| GK              | 1  | ليونيداس باناجوبولوس     |           |     |     |
| DF              | 30 | أناستاسيوس بانتوس        |           |     |     |
| DF              | 14 | ميخاو جيفواكوف           |           |     |     |
| MF              | 33 | جيانيس بابادوبولوس       |           |     |     |
| MF              | 11 | بريدراغ دورديفيتش        |           | 62' |     |
| MF              | 8  | أوسكار غونزاليس          |           | 97' |     |
| FW              | 27 | مات ديربيشاير            |           | 46' | 97' |
| المدير الفني:   |    |                          |           |     |     |
| إرنستو فالفيردي |    |                          |           |     |     |

| رجل المباراة: مات ديربيشاير (أولمبياكوس) الحكام المساعدون: ثاناسيس ثاناساكوديس (مقدونيا) ديميتريس بوزاتزيديس (مقدونيا) الحكم الرابع: مايكل كوكولاكيس (هيراكليون) | قانون المباراة: - يقام نهائي المسابقة من مباراة واحدة بنظام خروج المغلوب. - تلعب المباراة من 90 دقيقة مقسومة إلى شوطين مدة كل شوط 45 دقيقة. - تلعب أشواط إضافية في حال استمرار التعادل من 30 دقيقة مقسومة إلى شوطين مدة كل شوط 15 دقيقة. - تطبق قاعدة ركلات الجزاء الترجيحية في حال استمرار التعادل في الأشواط الإضافية. - تواجد سبعة لاعب بديل على مقاعد الاحتياط، يمكن إجراء ما يصل إلى ثلاث تغيرات. |